# Teratoscincus scincus
Teratoscincus scincus es una especie de gecko que pertenece al género Teratoscincus de la familia Sphaerodactylidae. Es una especie nocturna, originaria de Asia.

## Distribución y hábitat
Su área de distribución incluye Catar, Emiratos Árabes Unidos, Omán, el centro y oeste de Irán, el oeste de Afganistán, el oeste de Pakistán, el oeste de china, Kazajistán, Turkmenistán, Uzbekistán y Tayikistán.

## Taxonomía
Se reconocen las siguientes subespecies:
- Teratoscincus scincus rustamowi Szczerbak, 1979
- Teratoscincus scincus scincus (Schlegel, 1858)